# 크무어
크무어(Khmu)는 라오스 북부에 주로 거주하는 크무족의 토착 언어이다. 오스트로네시아어족 크무어파의 대표적 언어이다. 여러 방언이 있는데 표준이라고 할 만한 것은 없으며 음운적 특징에 따라 크게 동부, 서부 방언으로 구분할 수 있다.

## 같이 보기
- 크무어파
- 크무족